# ساخسی تپه
ساخسی تپه مربوط به سدهٔ ۶ ه.ق است و در شهرستان زنجان، روستای قولی قصه واقع شده و این اثر در تاریخ ۱۷ آذر ۱۳۵۴ با شمارهٔ ثبت ۱۱۲۸ به‌عنوان یکی از آثار ملی ایران به ثبت رسیده است.